# Samarbetskyrka
En samarbetskyrka är en lokal kyrka där verksamhet bedrivs genom avtal mellan missionsrörelsen EFS och en församling i Svenska kyrkan. Begreppet är etablerat och genom avtal på riksnivå definierat. En samarbetskyrka skiljer sig från en ekumenisk församling eller kyrka däri att det inte handlar om ekumenik eftersom EFS är en inomkyrklig rörelse. Det handlar alltså om samarbete mellan olika aktörer inom samma kyrka.
En annan typ av samarbetskyrka, är ett samarbete mellan en församling i Svenska kyrkan och en "traditionell frikyrkoförsamling". Ett exempel är Kronoparkskyrkan i Karlstad som är en samarbetskyrka mellan Norrstrands församling (Svenska kyrkan) och Kronoparkens missionsförsamling (Equmeniakyrkan). Ett annat exempel är Lambohovskyrkan i Linköping som är en samarbetskyrka mellan Linköpings missionsförsamling (Equmeniakyrkan) och Slaka församling (Svenska kyrkan).
Ytterligare en annan typ av samarbetskyrka, är ett samarbete mellan olika frikyrkor. Exempel här är Östermalmskyrkan i Kristianstad, som är en samarbetskyrka mellan Evangeliska frikyrkan och Pingströrelsen.